# Micheldorf in Oberösterreich
Micheldorf in Oberösterreich (bis 1951 nur Micheldorf) ist eine Marktgemeinde in Oberösterreich im Bezirk Kirchdorf im Traunviertel mit 5976 Einwohnern (Stand 1. Jänner 2025). Der zuständige Gerichtsbezirk ist Kirchdorf an der Krems.

## Geografie
Micheldorf in Oberösterreich liegt auf einer Höhe von 465 m ü. A. im Traunviertel. Mit 1604 Metern ist die Kremsmauer die höchste Erhebung. In Micheldorf entspringt die Krems.
Micheldorf ist im Norden durch die ehemaligen Ortschaften Kremsdorf und Weinzierlerbrücke mit der Bezirkshauptstadt Kirchdorf an der Krems beinahe nahtlos zusammengewachsen. Die beiden Gemeinden bilden mit insgesamt 10.987 Einwohnern (Stand: 1. Jänner 2025) den Zentralraum des politischen Bezirks, wobei Micheldorf (5976) deutlich mehr Einwohner aufweist, als die (flächenmäßig sehr kleine) Bezirkshauptstadt Kirchdorf (5011).
Die Ausdehnung beträgt von Nord nach Süd 9,1 km, von West nach Ost 8,7 km. Die Gesamtfläche beträgt 50,32 Quadratkilometer. 61,4 Prozent der Fläche sind bewaldet, 27,5 Prozent werden landwirtschaftlich genutzt. Sowohl der Flächenanteil an den Alpen als auch an Gewässern liegt bei unter einem Prozent. 37,8 Prozent sind Dauersiedlungsraum.
Die Bevölkerungsdichte liegt mit 119 Einwohnern pro Quadratkilometer deutlich über dem Bezirksschnitt.
Landschaftlich ist Micheldorf den Almtaler und Kirchdorfer Flyschbergen, der Übergangszone von den Nördlichen Kalkalpen zum Oberösterreichischen Alpenvorland zuzuordnen.

### Gemeindegliederung
Das Gemeindegebiet umfasste früher 20 Ortschaften (in Klammern Einwohnerzahl Stand 31. Oktober 2011):
- Altpernstein (95)
- Atzelsdorf (141)
- Eisbach (11)
- Heiligenkreuz (354)
- Hilbing (18)
- Hinterburg (177)
- Im Himmelreich (8)
- In der Krems (92)
- Kienberg (106)
- Kremsdorf (162)
- Micheldorf (3299)
- Oberer Wienerweg (89)
- Ottsdorf (196)
- Rinnerberg (7)
- Schön (216)
- Seebach (212)
- Thurnham (79)
- Unterer Wienerweg (171)
- Weinzierl (307)
- Weinzierlerbrücke (118)

Heute gliedert sich die Gemeinde nicht in mehrere Ortschaften.
Die Gemeinde besteht aus drei Katastralgemeinden
- Mittermicheldorf
- Obermicheldorf
- Untermicheldorf

Die Gemeinde gehört zum Gerichtsbezirk Kirchdorf an der Krems.

### Nachbargemeinden
| Inzersdorf im Kremstal          | Schlierbach Kirchdorf an der Krems          | Oberschlierbach |
| Steinbach am Ziehberg           | Kompassrose, die auf Nachbargemeinden zeigt | Grünburg        |
| Grünau im Almtal Bezirk Gmunden | Klaus                                       | Molln           |

## Geschichte

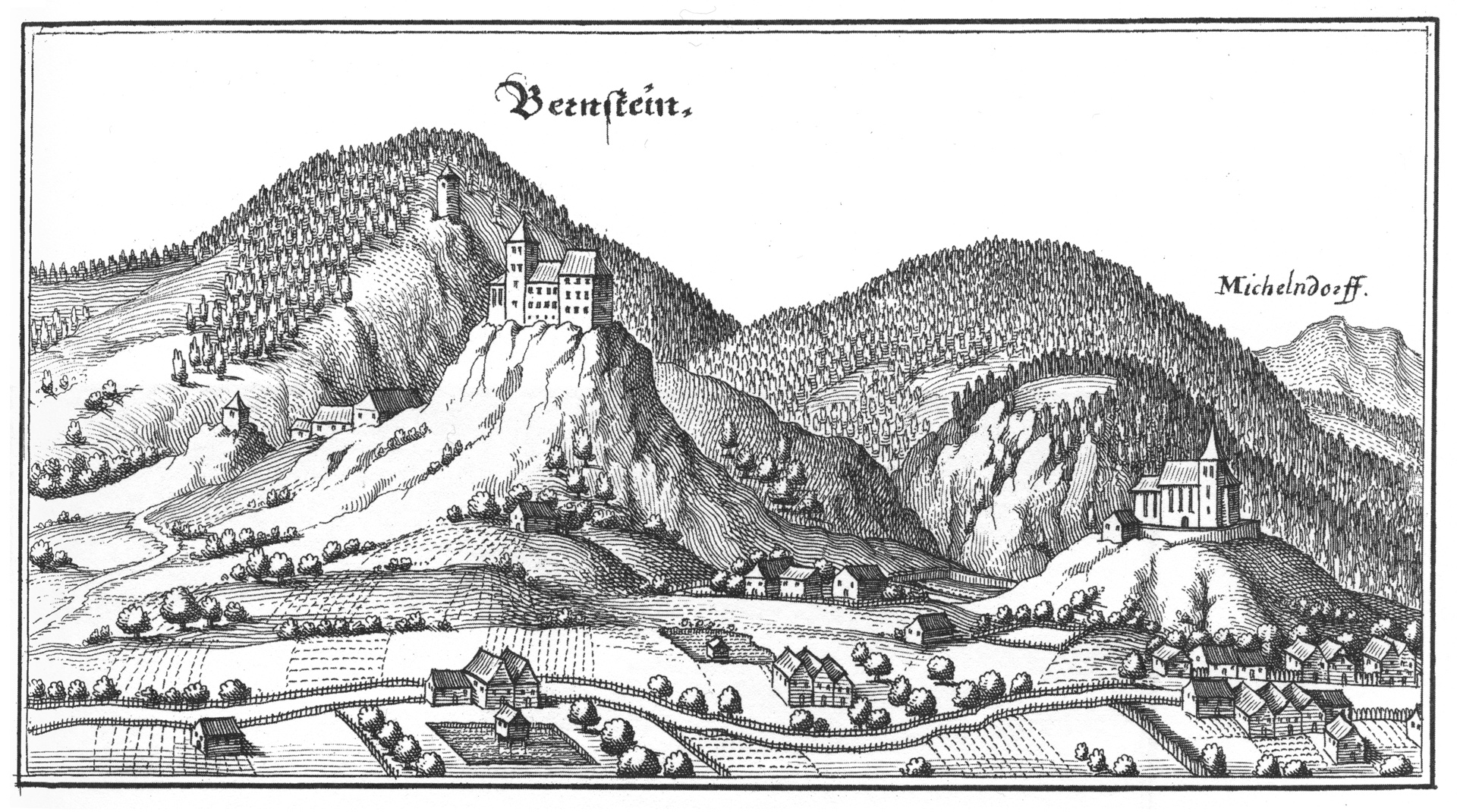
Altpernstein mit Micheldorf (Topographia Provinciarum Austriacarum, 1649)

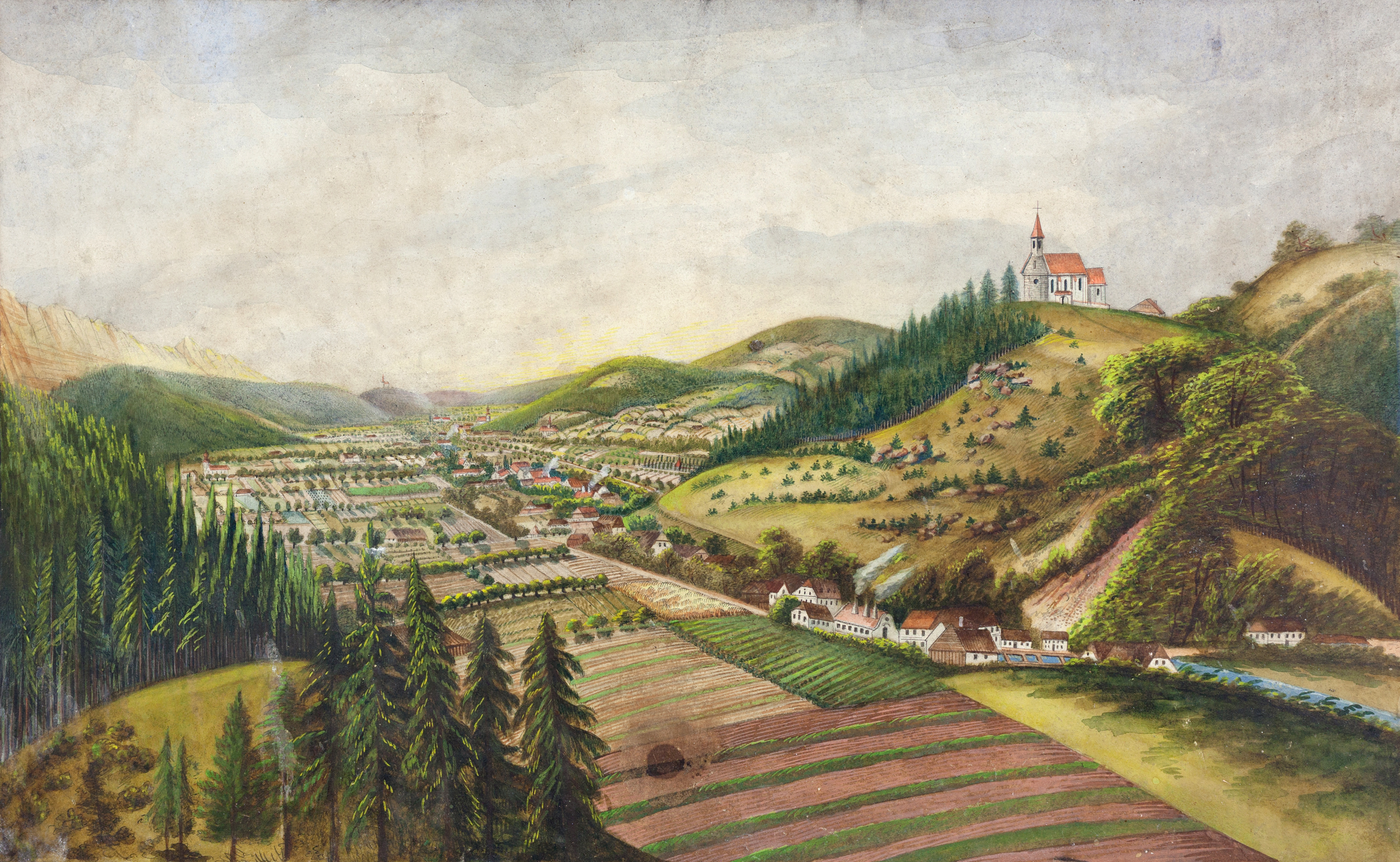
Ansicht von Micheldorf (2. Viertel 19. Jahrhundert)

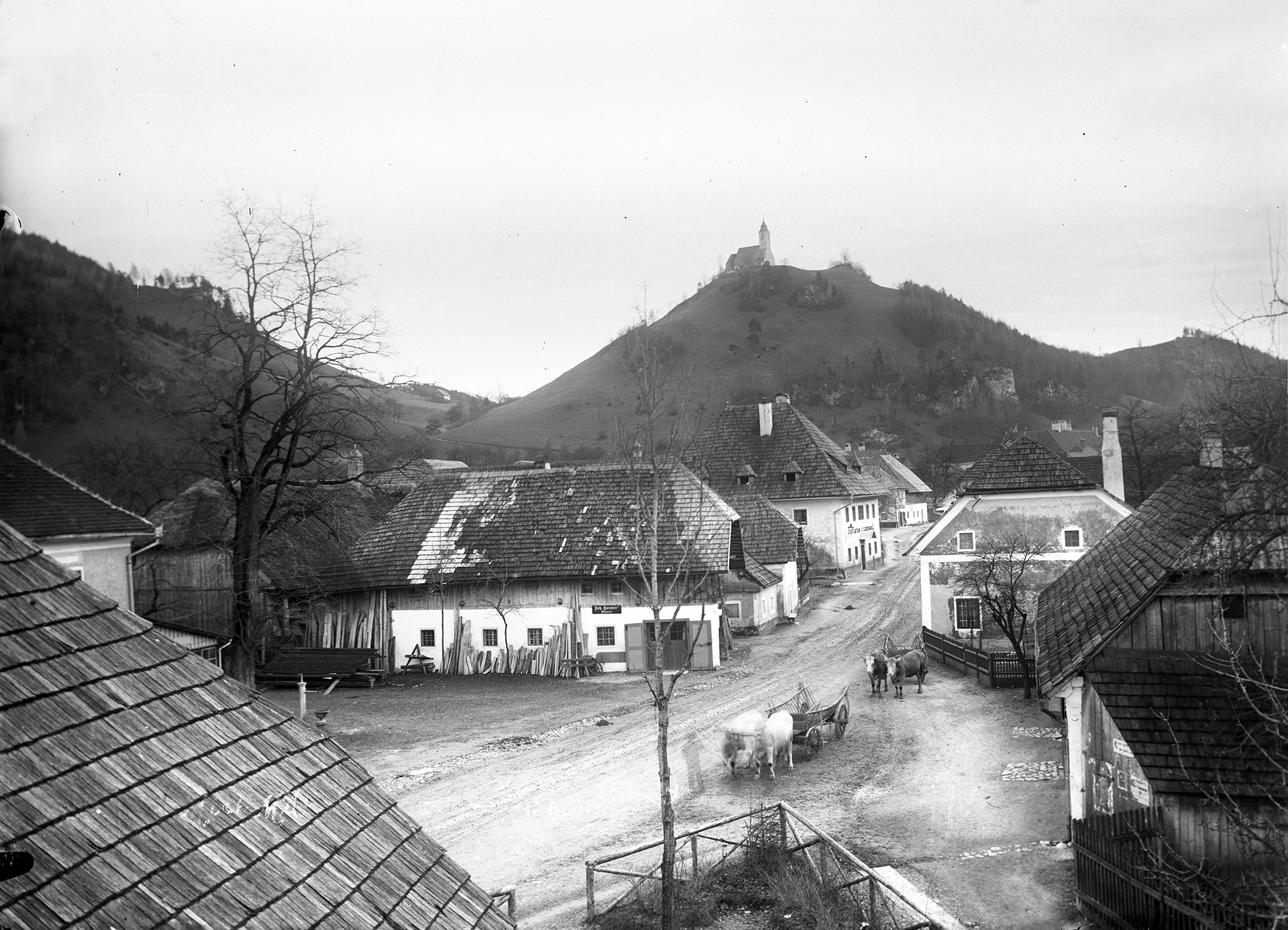
Micheldorf, Zentrum mit Kaisereiche (um 1900)

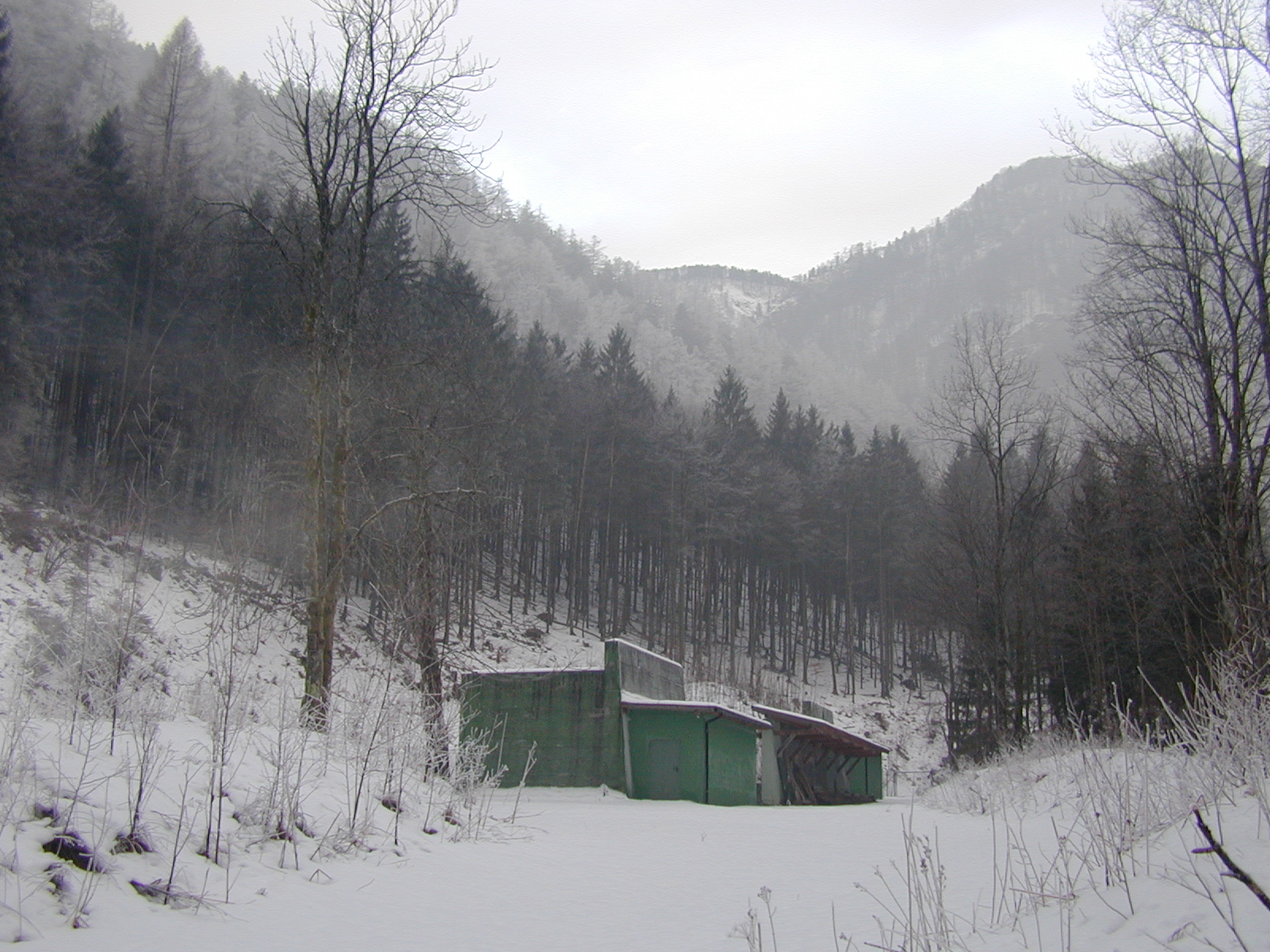
Kornwerk des Pulverwerkes Micheldorf 2003

### Frühzeit: Kelten und Römer
Durch die günstige Lage am Talschluss des Kremstales war das Gebiet des heutigen Micheldorf bereits im Paläolithikum und Neolithikum dauernd besiedelt. Ein Siedlungskontinuum von mehr als 4000 Jahren scheint nachweisbar. Funde deuten darauf hin, dass der Humsenbauernkogel nahe der Krems bereits um 2000 v. Chr. dauerhaft besiedelt war.
Gegen Ende der Bronzezeit wurde auf dem Georgenberg eine mit einem doppelten Wall geschützte Fliehburg errichtet. Die Einwanderung der Kelten dürfte um 400 v. Chr. erfolgt sein. Die Gegend um Micheldorf wurde Teil des Königreichs Norikum.
Das Vordringen der Römer bis zur Donau (15 v. Chr.) bedeutete für die Region einen wirtschaftlichen Aufschwung. Einem prähistorischen Straßenzug über den Pyhrnpass folgend, bauten die Römer eine Poststraße nach Ovilava (Wels). Eine der Poststationen an dieser Straße war Tutatio auf dem Gebiet des heutigen Micheldorf, benannt nach der auf dem Georgenberg verehrten keltischen Gottheit Teutates.

### Mittelalter: Erste Erwähnung
Nach dem Rückzug der Römer ließen sich Alpenslawen und später Baiern nieder. Micheldorf wurde Teil des Herzogtums Bayern, und danach Teil der Steiermark. Die Herrschaft der Herzöge von Steyr endete 1254 im Frieden von Buda. Im 10. Jahrhundert berichtete eine Urkunde erstmals von der Existenz eines größeren Dorfes im oberen Kremstal. Im 12. Jahrhundert wurde Micheldorf erstmals als Michilindorf urkundlich genannt. Das Wort Michel bedeutet im Mittelhochdeutschen so viel wie ‚groß‘. Die Burg Pernstein wurde 1179 erstmals urkundlich erwähnt. Die eigentliche Besiedlung des oberen Kremstales war im 12. Jahrhundert abgeschlossen.

### Neuzeit: Sensenerzeugung
Im 14. und 15. Jahrhundert entstanden zuerst im Markt Kirchdorf, später in Micheldorf zahlreiche Sensenschmieden, wodurch sich der Ort zu einem bedeutenden Industriezentrum wandelte. Um 1594 revolutionierte der Micheldorfer Sensenschmied Konrad Eisvogel die Sensenerzeugung, indem er, statt wie bisher das Sensenblatt händisch mit dem Fausthammer auszuschmieden, einen wasserbetriebenen Breithammer einsetzte. Durch diese Innovation, die sich innerhalb weniger Jahre durchsetzte, konnten statt bisher einiger Stück am Tag nun etwa 70 Sensen in deutlich höherer Qualität erzeugt werden.
Micheldorf entwickelte sich zum Zentrum der europäischen Sensenindustrie, auf wenigen Kilometern am Oberlauf der Krems reihten sich zeitweise 14 Sensenschmieden aneinander. Die Micheldorfer Sensengewerken-Dynastien errichteten in Folge in ganz Oberösterreich, Niederösterreich und der Steiermark Sensenschmieden nach dem neuen Muster bzw. heirateten oder kauften sich in bestehende Schmieden ein. Die 1604 gegründete Kirchdorf-Micheldorfer Zunft war über Jahrhunderte führend in der Herstellung des wichtigsten Exportartikels Österreichs.
Für Micheldorfs Sensenschmiede und in weiterer Folge seine gesamte Bevölkerung bedeutete dies einen für die damalige Zeit erstaunlichen Wohlstand. Micheldorf erlebte eine erneute Siedlungstätigkeit. Im 19. Jahrhundert setzte mit dem Niedergang des alten Zunftwesens auch in der Sensenindustrie ein Konzentrationsprozess ein. Caspar Zeitlinger vereinigte Mitte des 19. Jahrhunderts bereits vier Sensenwerke in seinem Besitz, sein Nachfolger Franz Zeitlinger fünf. Ende des 19. Jahrhunderts befanden sich von 13 verbliebenen Sensenschmieden an der Krems 10 im Besitz einer einzigen Familie. Dies konnte ihre Stilllegung nicht verhindern, was für Micheldorf eine Phase des langsamen wirtschaftlichen Niedergangs bedeutete.

### Schwarzpulvererzeugung
Pulvermühle Bernstein und k.k. autorisiertes Pulverwerk Innerkrems, gegründet vor 1610, Erzeugungsbefugnis zurückgelegt und 1981 liquidiert. Heute u. a. Sacellum Arbeiter- oder Etzelsdorferkapelle, römisch-katholische Andachtsstätte zur Erinnerung an die Arbeiterschaft des Pulverwerkes Innerkrems.
Die Befugnis umfasste die Erzeugung aller Pulversorten, insbesondere Jagd-, Spreng-, Feuerwerks- und Zündschnurpulver. Bis zu 23 produktionsrelevante Werksobjekte, hiervon 12 hydromotorisch angetrieben, 2 elektrische. Jahresproduktion über 100 Tonnen, auch Überseeexport zur Werksteingewinnung.

### Kaltwasser-Heilanstalt
Erste Kaltwasser-Heilanstalt Österreichs ob der Enns (nach Vincenz Prießnitz zu Gräfenberg und Monsignore Sebastian A. Kneipp); eröffnet am 15. Juli 1839 durch den Gastgeber und Gründungsinhaber Justin Strasser. Ärztliche Leitung k.k. Bezirksarzt Ludwig Wokurka Edler von Pflichtenheld (später k.k. Kreisarzt Steyr).

### 20. Jahrhundert
Nach dem Ersten Weltkrieg musste in Micheldorf 1920 Notgeld ausgegeben werden. Die Geldscheine zeigten die Burg Altpernstein, das Pfusterkreuz und einen Sensenschmied bei der Arbeit, ein in jener Zeit wohl eher seltenes Bild.
Nach dem Anschluss Österreichs an das Deutsche Reich am 13. März 1938 gehörte der Ort zum Gau Oberdonau, 1945 erfolgte die Wiederherstellung Oberösterreichs.
1966 stellte das Gradnwerk als letzte der Micheldorfer Sensenschmieden die Produktion ein. In den darauffolgenden Jahrzehnten konnte sich Micheldorf von einer Krisenregion zu einer wirtschaftlich starken Gemeinde entwickeln, die heute zahlreiche Unternehmen beheimatet.
Am 13. Mai 1996 wurde Micheldorf zum Markt erhoben.

### Bevölkerungsentwicklung
1991 hatte die Gemeinde laut Volkszählung 4.870 Einwohner, 2001 dann 5.589 Einwohner um bis 2020 auf 5.878 zu steigen.
| Bevölkerungs- entwicklung | Bevölkerungs- entwicklung |
| Datum                     | Einwohner                 |
| ------------------------- | ------------------------- |
| 1869                      | 3.000                     |
| 1880                      | 2.871                     |
| 1890                      | 2.832                     |
| 1900                      | 2.864                     |
| 1910                      | 2.968                     |
| 1923                      | 2.826                     |
| 1934                      | 3.070                     |
| 1939                      | 2.777                     |
| 1951                      | 3.658                     |
| 1961                      | 3.767                     |
| 1971                      | 4.269                     |
| 1981                      | 4.570                     |
| 1991                      | 4.870                     |
| 2001                      | 5.589                     |
| 2011                      | 5.858                     |
| 2021                      | 5.905                     |

## Kultur und Sehenswürdigkeiten

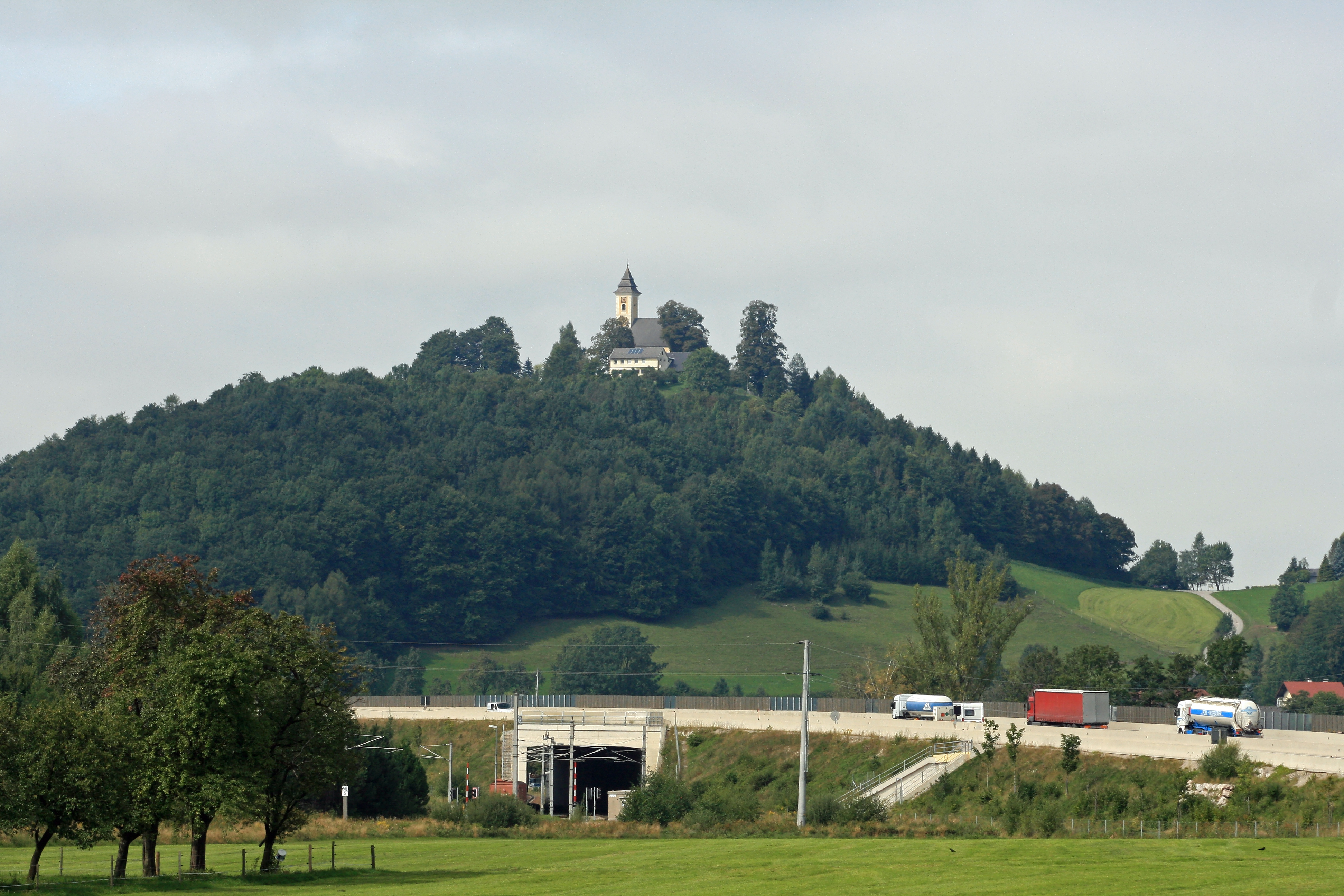
Blick zum Georgenberg

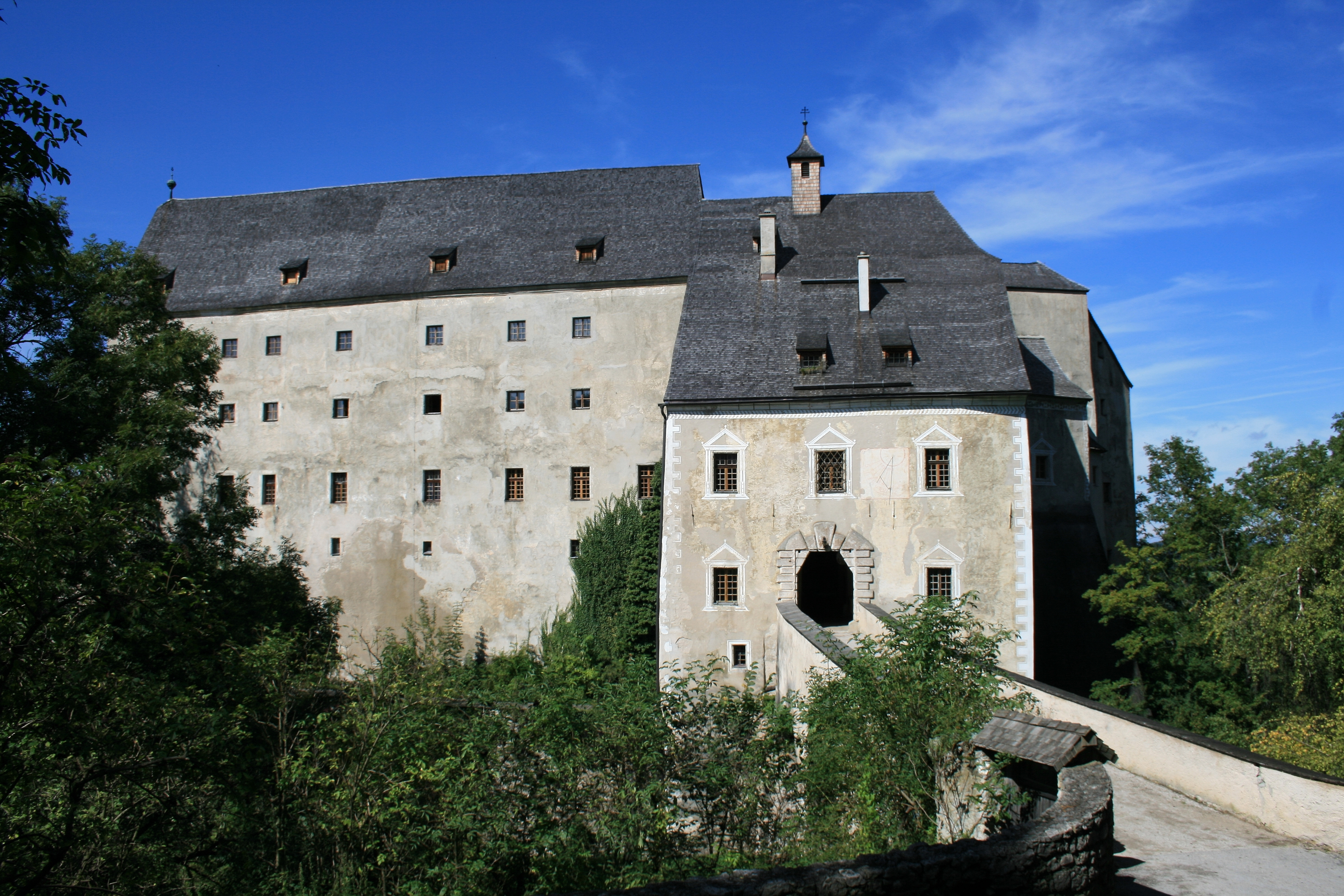
Burg Altpernstein

- Burg Altpernstein aus dem 11. Jahrhundert, später erweitert, im Wesentlichen erhalten, wie sie gebaut wurde. Teile der Burg sind frei zugänglich: die barocke Burgkapelle, das Burgverlies, der Rittersaal
- Georgenberg, Bergkegel mit einer Tauf- und Hochzeitskirche. Archäologische Funde seit der Keltenzeit.
- Pfarrkirche in Heiligenkreuz: Ein kleiner spätgotischer Sakralbau, der 1534 geweiht wurde. Das Langhaus ist einschiffig mit einem Chor mit 5/8-Schluss.
- Pfarrkirche hl. Josef
- Pfusterkreuz: Barockes Schmiedeeisen-Großgrabkreuz der Sensenschmiedefamilie Kaltenbrunner aus dem 18. Jahrhundert.
- Sengsschmiedroas: Beschilderter Themenweg entlang der teilweise unter Denkmalschutz stehenden ehemaligen Sensenschmieden an der Krems.
- Alpenbad mit Gradnteich
- Kremsmauer und Törl
- Gradnalm
- OÖ. Sensenschmiedemuseum: In vier Gebäuden wird die Unternehmenskultur sowie die Arbeits- und Lebenswelt der Sensenschmiede zur Zeit Caspar Zeitlingers gezeigt.
- Klangwelten: Hier können die Besucher die Klangfarben der Region Pyhrn-Eisenwurzen erleben, z. B. „Stürme im Toten Gebirge“.
- Der Micheldorfer Georgiritt findet alle zwei Jahre statt.

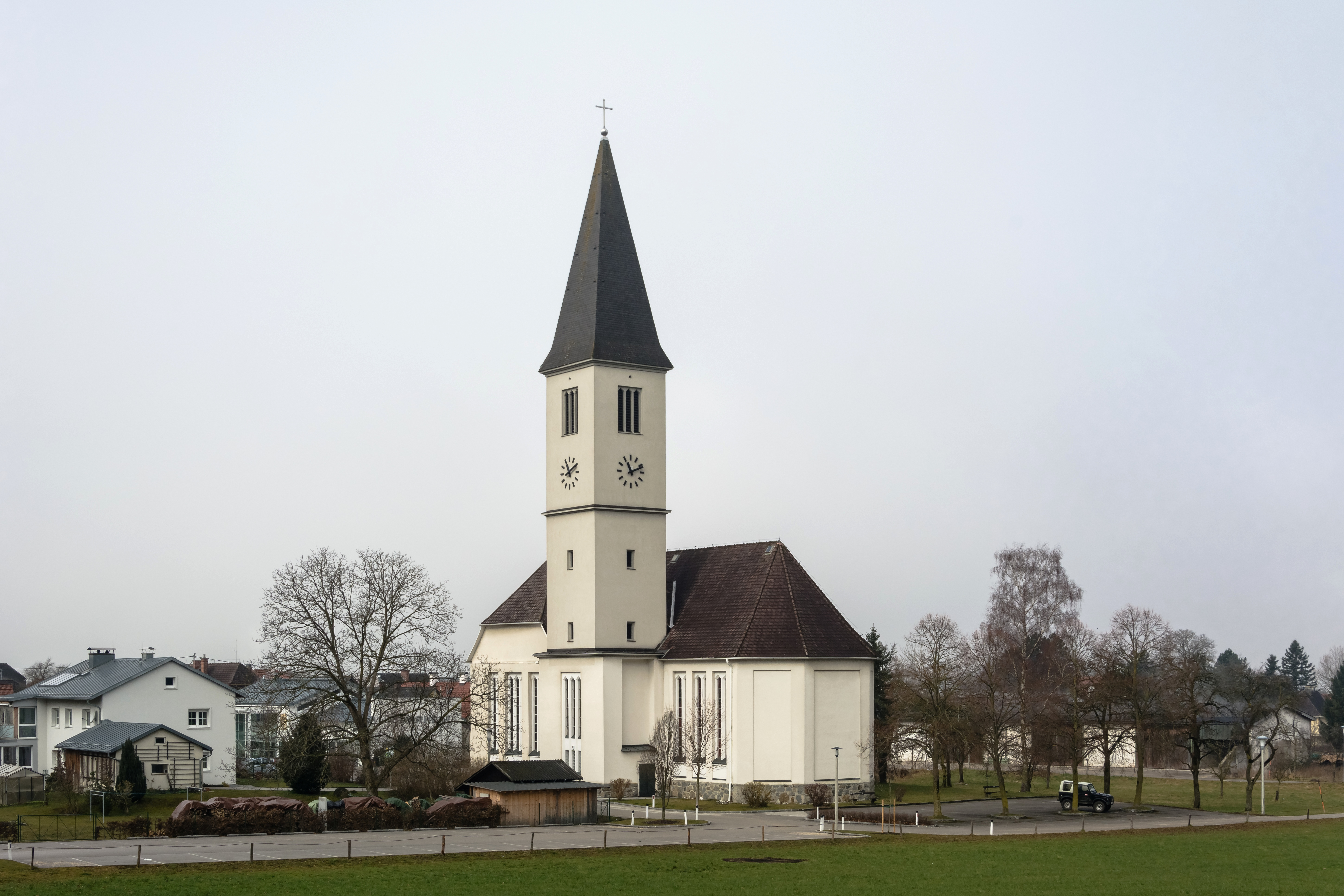
Pfarrkirche hl. Josef
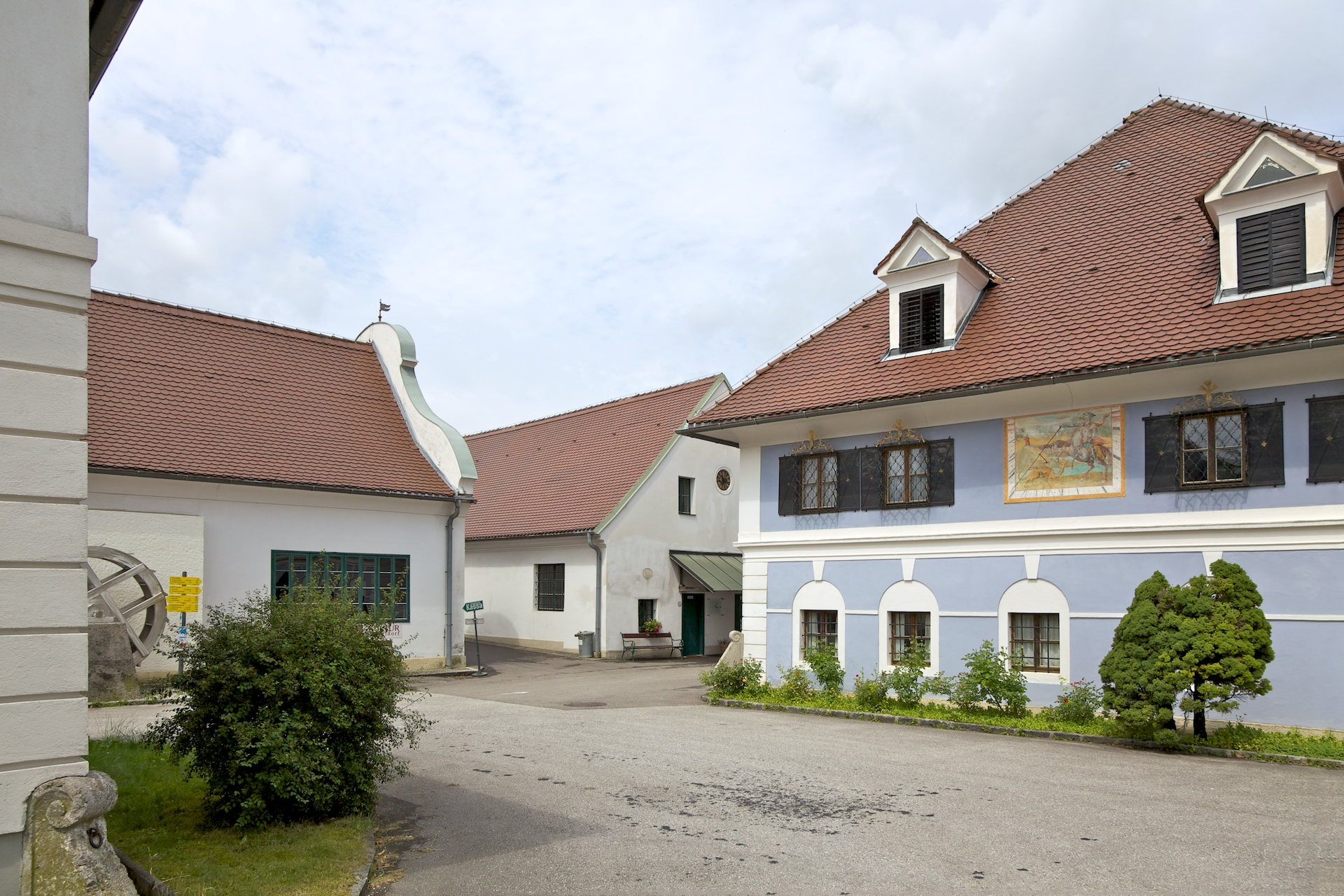
OÖ. Sensenschmiedemuseum, ehemalige Sensenschmiede am Gries (Gradnwerk)
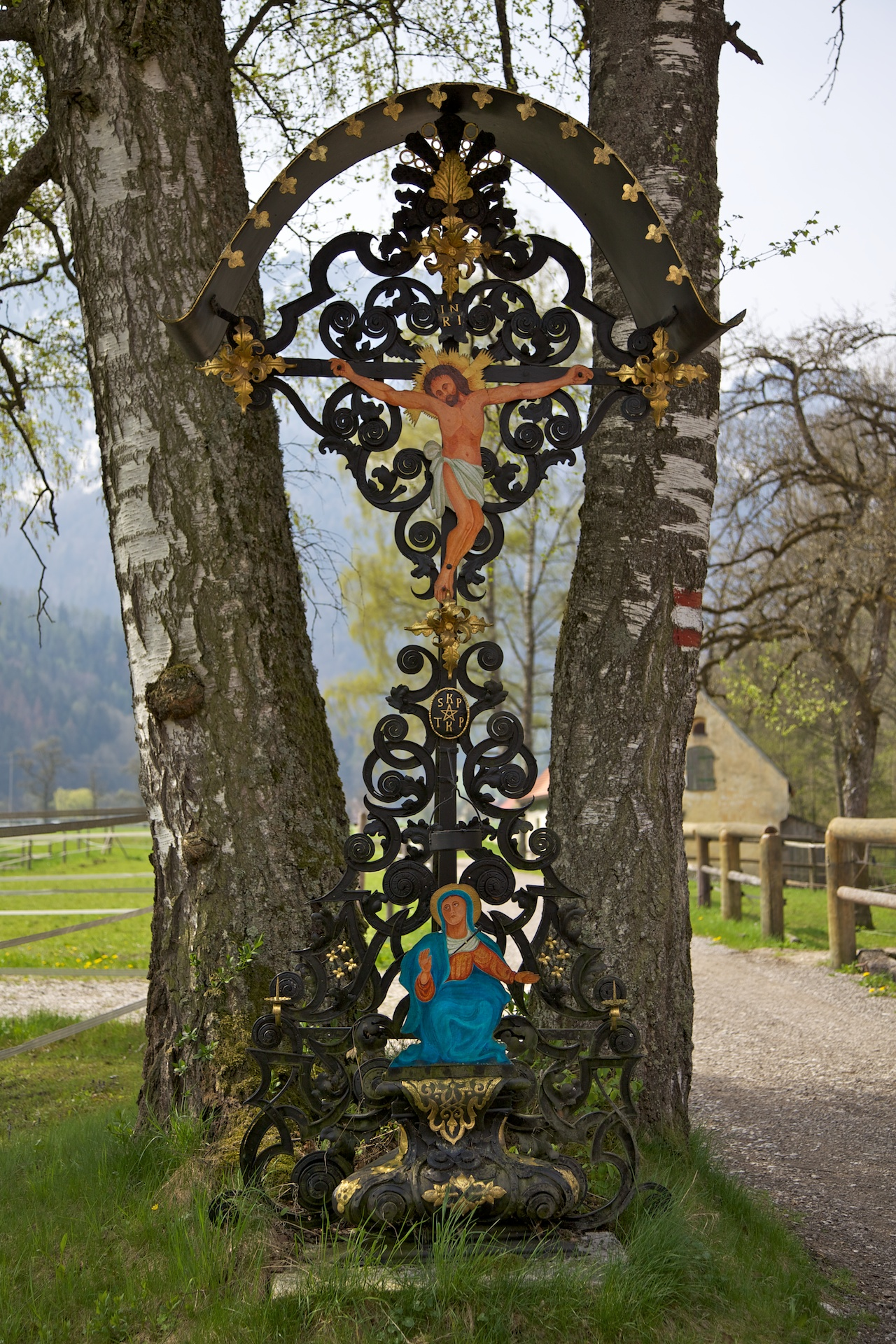
Pfusterkreuz
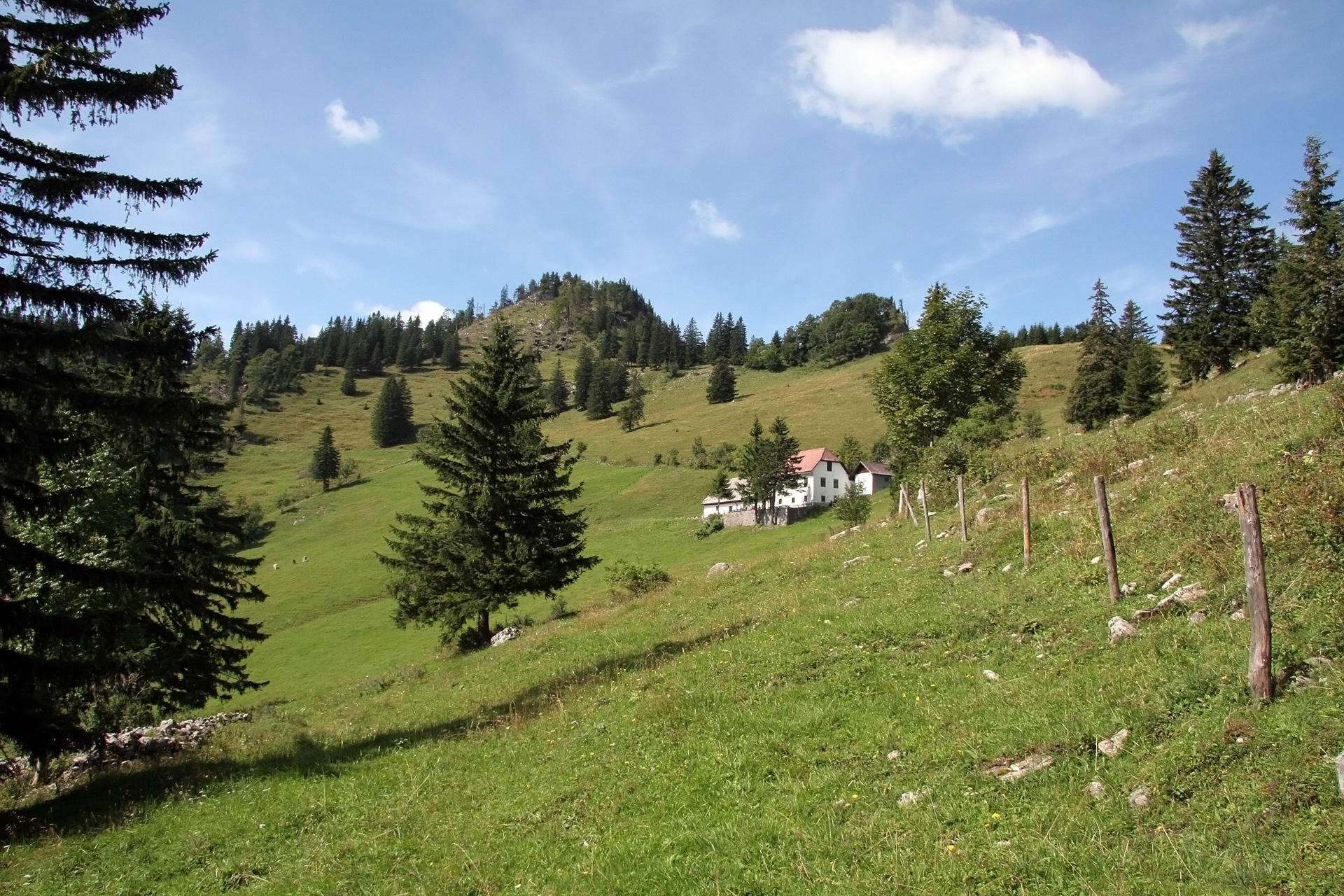
Gradnalm bei Micheldorf

## Wirtschaft und Infrastruktur

### Unternehmen
- MABA Fertigteilindustrie GmbH
- Cloeren GmbH
- Burg Trans
- Burgholzer KG
- High Tech Extrusion Group
- ifw Manfred Otte GmbH
- Kiefel Packaging GmbH: im November 2024 wurde bekannt, dass der Standort mit Ende 2025 geschlossen werden soll.[8]
- RIKA – Innovative Ofentechnik GmbH
- TCG Unitech Systemtechnik
- Möbelix Micheldorf (XXXLutz-Gruppe)
- Tabaktrafik Gösweiner (Österreichische-Post-Partner)
- Tabaktrafik Horny
- BILLA PLUS Micheldorf mit Klipp Frisör und Fussl Modestraße
- BILLA Micheldorf
- Gewerbepark Kollingerfeld mit Hofer KG, TEDi, Bipa, dm-drogerie markt, Deichmann, TakkoFashion und Action Nederland
- Haarwerk Bairhuber
- Dorfladen Micheldorf
- Mazda Wagner
- Autohaus Spatt
- Bike-Sport – Jürgen Horny

### Verkehr
- Straße: Micheldorf liegt an der Pyhrn Autobahn A9 und ist über die Abfahrten Inzersdorf-Kirchdorf bzw. Klaus erreichbar. Außerdem führt die Pyhrnpass Straße B138 durch Micheldorf.
- Bahn: Schienenverkehrsmäßig ist Micheldorf über einen Bahnhof der Pyhrnbahn erreichbar.

### Sport
- Der Segelflug- und Modellbauclub Kirchdorf-Micheldorf betreibt den Flugplatz Micheldorf.

## Politik
Der Gemeinderat hat 31 Mitglieder.

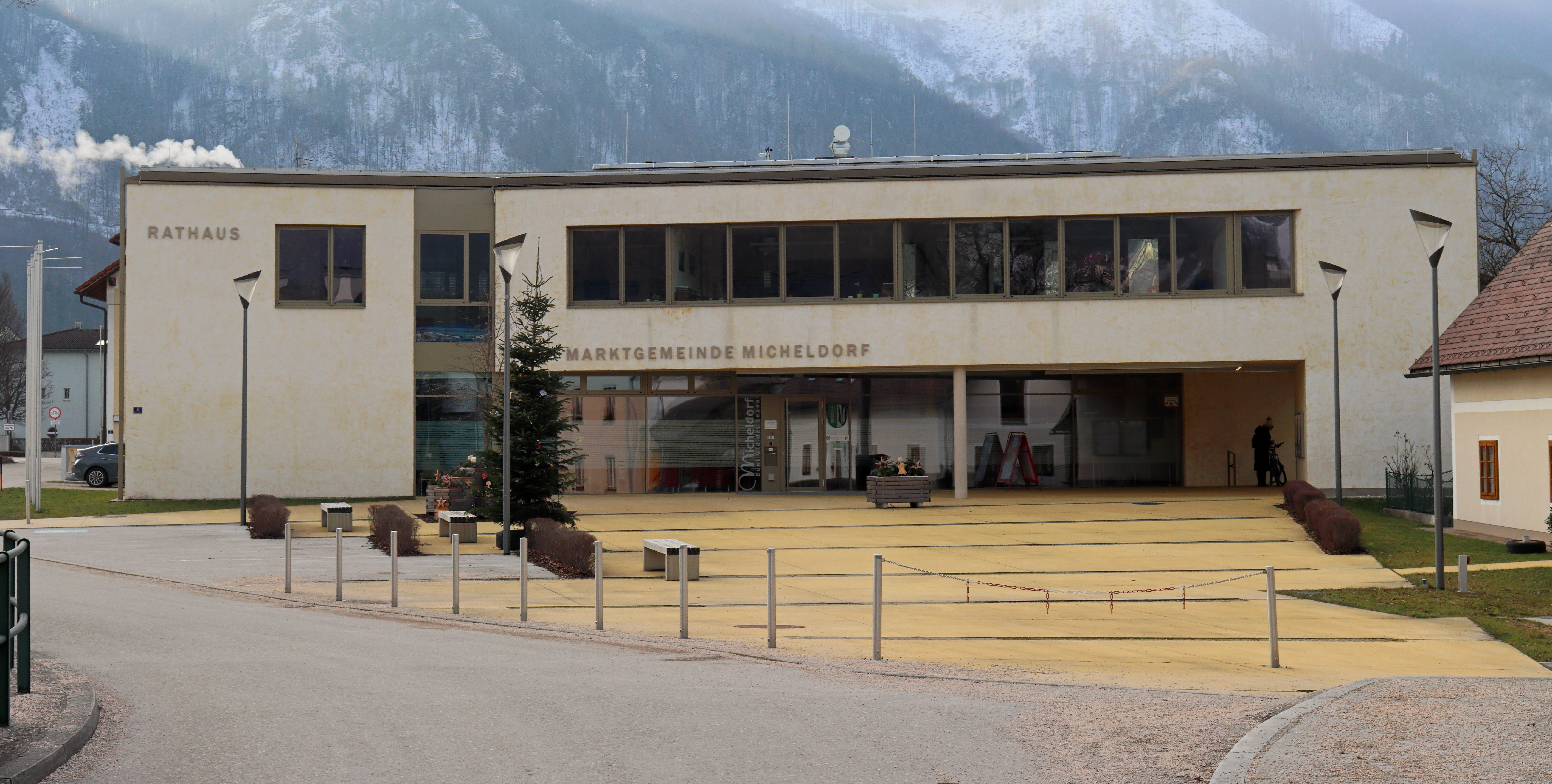
Das Rathaus

- Mit den Gemeinderats- und Bürgermeisterwahlen in Oberösterreich 2003 hatte der Gemeinderat folgende Verteilung: 19 SPÖ, 9 ÖVP und 3 FPÖ.
- Mit den Gemeinderats- und Bürgermeisterwahlen in Oberösterreich 2009 hatte der Gemeinderat folgende Verteilung: 16 SPÖ, 7 ÖVP, 5 FPÖ und 3 GRÜNE.
- Mit den Gemeinderats- und Bürgermeisterwahlen in Oberösterreich 2015 hatte der Gemeinderat folgende Verteilung: 13 SPÖ, 8 FPÖ, 7 ÖVP und 3 GRÜNE.
- Mit den Gemeinderats- und Bürgermeisterwahlen in Oberösterreich 2021 hat der Gemeinderat folgende Verteilung: 16 SPÖ, 7 ÖVP, 4 FPÖ und 4 GRÜNE.[9][10]

### Bürgermeister
Bürgermeister seit 1850:
- 1850 Caspar Zeitlinger, Sensengewerke
- 1861 Mathias Hoislbauer, Bauer
- 1864 Michael Weinmeister, Sensengewerke
- 1867 Mathias Hoislbauer, Bauer
- 1868 Franz Zeitlinger, Sensengewerke
- 1873 Franz Führinger, Gastwirt
- 1876 Kaspar Strasser, Gastwirt
- 1879 Franz Zeitlinger, Sensengewerke
- 1880 Mathias Tretter, Bauer
- 1884 Alexander Moser, Sensengewerke
- 1885 Johann Weyermayr
- 1887 Johann Schlager, Bauer
- 1891 Franz Weyermayr, Bauer
- 1903 Franz Hebesberger, Bauer
- 1906 Franz Hofinger, Mühlenbesitzer
- 1909 Franz Hebesberger, Bauer
- 1912 Franz Hofinger, Mühlenbesitzer
- 1918 Josef Riesenhuber, Gemeindearzt
- 1919 Kaspar Strasser, Holzwollerzeuger
- 1924 Josef Riesenhuber, Gemeindearzt
- 1929 Michael Oberndorfinger, Gastwirt
- 1934 Franz Döttlinger, Gastwirt (von der Vaterländischen Front eingesetzt)
- 1938 Otto Strutzenberger, Schriftsetzer (von der NSDAP provisorisch eingesetzt)
- 1938 Johann Berger, Sattler und Tapezierermeister (von der NSDAP provisorisch  eingesetzt)
- 1945 Leo Mauhart, Bundesbahnpensionist (von der US-Militärregierung eingesetzt)
- 1950 Michael Oberndorfinger, Gastwirt
- 1955 Franz Zwicklhuber, Arbeiter
- 1958 Josef Gumpenberger, Mechaniker
- 1967 Fritz Rubey, Volksschuldirektor
- 1976 Dieter Heidlmaier, Justizbeamter (SPÖ)
- 1991 Ewald Lindinger, Bundesbahnbeamter (SPÖ)
- 2018 Horst Hufnagl (SPÖ)[11]

### Wappen
Blasonierung: Gespalten; rechts in Grün eine silberne, ionische Säule, überhöht von einem goldenen, gleicharmigen Kreuz; links gespalten von Silber und Schwarz mit zwei aufrecht stehenden, mit den Schneiden auswärts gekehrten Pflugmessern (Sech) in gewechselten Farben.
Die Gemeindefarben sind Rot-Weiß-Grün.
Das Gemeindewappen wurde 1975 von der oberösterreichischen Landesregierung verliehen. Die Säule mit dem Kreuz verweist auf die kontinuierliche Nutzung des Georgenbergs von einem keltisch-römischen Heiligtum über ein frühchristliches Gotteshaus bis zur heutigen Georgikirche, einem Wahrzeichen der Gemeinde. Die Pflugmesser sind das Stammwappen der Jörger, die von 1529 bis 1620 im Besitz von Schloss und Herrschaft Pernstein waren.

## Persönlichkeiten

### Ehrenbürger der Gemeinde
- Johann Balthasar Spiegel, 1. Gemeindesekretär von Micheldorf
- Karl Schiedermayr
- Max Edelbacher
- Peter Jakob Denkgott, Pfarrer von Heiligenkreuz
- Josef Weyermayr
- Johann Kröpl
- Heinrich Angermayr
- Franz Hofinger
- Raimund Kienmoser, Bezirkshauptmann von Kirchdorf
- Mark W. Clark, Oberbefehlshaber der amerik. Besatzungstruppen
- Josef Hofer
- Anton Müller, Sägewerksbesitzer
- Pater Josef Stögmüller
- Dieter Heidlmaier

### Söhne und Töchter der Gemeinde
- Konrad Eisvogel, Sensenschmied, Erfinder des Breithammers
- Caspar Zeitlinger (1798–1866), Sensenfabrikant
- Carl Zeitlinger (1864–1937), österreichischer Mundartdichter
- Johann Michael Zeitlinger (1803–1860), Sensengewerke
- Alois Gföllner (1928–2024), Abgeordneter zum Landtag und Abgeordneter zum Nationalrat
- Alois Wolf (1929–2020), Sprach- und Literaturwissenschaftler sowie Professor für Germanische Philologie an der Albert-Ludwigs-Universität Freiburg
- Altmann Hofinger (* 1936), Ordenspriester und Abt des Stiftes Schlierbach
- Josef Pausch (1948–2010), Fotograf, Grafiker und Hochschullehrer

### Personen mit Bezug zur Gemeinde
- Johann Palisa (1848–1925), österreichischer Astronom, war häufiger Sommergast in Micheldorf
- Hans August Freiherr von Hammerstein-Equord (1881–1947), österreichischer Schriftsteller und KZ-Überlebender, lebte und verstarb in Micheldorf
- Carl Anton Reichel (1874–1944), österreichischer Graphiker und Maler, lebte und arbeitete am Edelhof in Micheldorf
- Gerardo Reichel-Dolmatoff (1912–1994), österreichischer Anthropologe, verbrachte seine Kindheit am Edelhof in Micheldorf
- Wilhelm Kienzl (1857–1941), österreichischer Komponist, war oft zu Gast in Micheldorf
- Anton Bruckner (1824–1896), österreichischer Komponist, war mehrmals zu Gast in Micheldorf und ließ sich auf dem Rücken Carl Zeitlingers auf die Burg Altpernstein tragen
- Franz Ferdinand von Österreich-Este (1863–1914), österreich-ungarischer Thronfolger, war 1894 Jagdgast auf der Gradnalm
- Kronprinz Rupprecht von Bayern (1869–1955), lebte auf der Flucht infolge des Umsturzes von 1918 auf der Gradnalm
- Carl Adam Kaltenbrunner (1804–1867), österreichischer Dichter, beschreibt in mehreren seiner Werke die Micheldorfer Sensengewerken, von denen er abstammt
- Reinhold Binder (* 1978), österreichischer Gewerkschafter und Abgeordneter zum Nationalrat, ehemaliger Vizebürgermeister